# Claudia Märtl
Claudia Märtl (* 3. Juli 1954 in Amberg) ist eine deutsche Historikerin mit dem Schwerpunkt Spätmittelalter. 
Von 1995 bis 2001 war sie Professorin für Mittelalterliche Geschichte an der TU Braunschweig. Von Wintersemester 2001/2002 bis 2020 lehrte sie als Professorin für Mittelalterliche Geschichte mit dem Schwerpunkt Spätmittelalter an der Ludwig-Maximilians-Universität München. Vom 1. April 2012 bis 31. März 2014 war sie Präsidentin der Monumenta Germaniae Historica (MGH). Schwerpunktmäßig arbeitet sie zum Investiturstreit und zum in der Forschung lange Zeit kaum beachteten 15. Jahrhundert, besonders zu Papsttum, Kurie und Geschichtsschreibung des Humanismus.

## Leben
Nach dem Abitur 1974 studierte Märtl Geschichte, Anglistik und Romanistik an der Universität Regensburg und schloss dort 1980 mit dem Ersten Staatsexamen ab. 1984 wurde sie mit einer Arbeit über Die falschen Investiturprivilegien promoviert; ihr Betreuer war Horst Fuhrmann, der damalige Präsident der Monumenta Germaniae Historica (MGH). Von 1988 bis 1994 war sie Mitarbeiterin der MGH. 1994 erfolgte die Habilitation über Leben und Werk Kardinal Jean Jouffroys. Seit 1995 war Märtl Professorin für Mittelalterliche Geschichte an der TU Braunschweig. Im Jahr 2001 folgte sie einem Ruf auf den Lehrstuhl für Mittelalterliche Geschichte mit Schwerpunkt Spätmittelalter an der Ludwig-Maximilians-Universität München. Seit dem 1. April 2020 ist sie im Ruhestand. Als akademische Lehrerin betreute sie 17 Dissertationen. Zwei weitere von ihr betreute Dissertationen sind in aktiver Vorbereitung. Zu ihren akademischen Schülern gehört der Marburger Lehrstuhlinhaber Georg Strack.
Im März 2011 wurde sie als Nachfolgerin von Rudolf Schieffer zur Präsidentin der Monumenta Germaniae Historica gewählt. Sie trat ihr Amt zum 1. April 2012 befristet auf zwei Jahre an. Märtl war damit in der Geschichte der MGH-Präsidenten die erste Person, die ihre Dienstgeschäfte lediglich befristet aufnahm. Ihre Entfristung als Präsidentin wurde mit Verweis auf die Landtagswahlen im Herbst 2013 aufgeschoben. Die weiteren Verhandlungen blieben ohne befriedigendes Ergebnis. Am 31. März 2014 trat sie aus Protest gegen Einsparmaßnahmen des Freistaates Bayern und Reformforderungen des von Ludwig Spaenle (CSU) übernommenen Staatsministeriums für Bildung, Kultus, Wissenschaft und Kunst als Präsidentin zurück. Während ihrer Präsidentschaft blieb Märtl auf ihrem Lehrstuhl an der Universität München und wurde von Martin Wagendorfer als Vertretungsprofessor unterstützt. Märtl ist seit dem Erscheinen des Heftes 69/1 (2013) Mitherausgeberin des Deutschen Archivs für Erforschung des Mittelalters. Der Theologe und Professor für lateinische Philologie des Mittelalters Marc-Aeilko Aris führte ihr Amt provisorisch als Stellvertreter für vier Jahre weiter. Ihre Nachfolgerin ist die Schieffer-Schülerin Martina Hartmann.

## Forschungsschwerpunkte
Märtls Forschungsschwerpunkte sind die spätmittelalterliche Historiographie, die Geschichte des Humanismus, Sozialgeschichte der spätmittelalterlichen Kurie sowie die Entwicklung des Gesandtschaftswesens in Italien. Ihr Forschungsschwerpunkt lag zu Beginn ihrer wissenschaftlichen Laufbahn im Früh- und Hochmittelalter und verlagerte sich zunehmend ins Spätmittelalter. Sie legte 1986 eine Edition der „sogenannten falschen Investiturprivilegien“ vor. Darunter werden eine angebliche Urkunde Papst Hadrians I. für Karl dem Großen (Hadrianum) und drei Leo VIII. zugeschriebene Texte verstanden. Die falschen Investiturprivilegien sollten den Eindruck vermitteln, die Päpste hätten Karl dem Großen und Otto I. weitgehende Rechte bei der Einsetzung der Bischöfe und Äbte bewilligt. Märtl gibt für die Entstehungszeit der Investiturprivilegien „eine Zeitspanne von der Mitte der achtziger Jahre des 11. Jahrhunderts bis zu den ersten Jahren des 12. Jahrhunderts“ an. Nach Märtl entstanden diese Privilegien „in dem Bemühen, für ein Gewohnheitsrecht eine ausdrückliche Sanktionierung von geistlicher Seite zu finden.“ Die falschen Privilegien wurden verfasst mit dem Ziel, „die kaiserliche Macht zu stärken“. Mit ihrer Habilitationsschrift legte sie eine Biographie über Jean Jouffroy, einem Kirchenfürsten des Spätmittelalters, vor. Seit der apologetischen Arbeit von Charles Fierville aus dem Jahr 1874 war Jean Jouffroy nicht mehr Gegenstand einer Biographie. In ihrer Arbeit zog Märtl intensiv ungedruckte Quellen vor allem aus italienischen und französischen Archiven heran. Sie stellte fest, dass Jouffroy „als Oberhirte der Diözesen Arras und Albi dem Durchschnitt der Bischöfe seiner Zeit“ entsprochen habe.
Vielfach behandelte Märtl das mittelalterliche Geistesleben vor allem das monastische in Regensburg. Märtl veröffentlichte zahlreiche Einzelstudien über das Alltagsleben im Spätmittelalter vor allem im Rom. Dabei behandelte sie die Tiere am päpstlichen Hof, Frauen im Umkreis der Kurie oder die humanistische Kochkunst und Ernährungsgewohnheiten der Kurie. Von 2004 bis 2011 betreute sie an der Universität München das Teilforschungsprojekt Autorität und politische Kontingenz an der Kurie des 15. Jahrhunderts des Sonderforschungsbereichs (SFB) 573 Pluralisierung und Autorität in der Frühen Neuzeit (15.–17. Jahrhundert); zudem ist sie Sprecherin des Zentrums für Mittelalter- und Renaissancestudien an der LMU. In den letzten Jahren konzentrierten sich Märtls Forschungen vor allem auf das Werk und die Person Enea Silvio Piccolomini, den späteren Papst Pius II. Sie befasste sich eingehend mit seinem Verhältnis zu Deutschland und vor allem Bayern. Dabei untersuchte sie seine zahlreichen Werke, wie die Commentari, den Pentalogus, die kosmographischen Abhandlungen (De Asia, De Europa), De viris illustribus und Dicta et facta Alphonis. Märtl machte der Fachwelt bis dahin noch unveröffentlichte Teile des „vermutlich älteste(n) Versuch(s) eines kurialen Budgets“ bekannt und diskutierte auf breiter Quellenbasis den „Umgang Pius’ II. mit dem Geld“. Mit ihrer Darstellung der 101 wichtigsten Fragen unternahm sie den Versuch, das Mittelalter einem breiteren Publikum zu erschließen. Anlässlich des 150. Todestages von Jakob Philipp Fallmerayer veranstaltete die Bayerische gemeinsam mit der Göttinger Akademie im Jahr 2011 ein Gedenkkolloquium in München, dessen Beiträge Märtl mit Peter Schreiner heraus gab. Den Sammelband eröffnete Märtl mit einer biographischen Studie.
Märtl ist aufgrund ihrer Forschungen eine vielfach geehrte Wissenschaftlerin. Sie war Mitglied des Beirats des Deutschen Historischen Instituts in Rom (2004–2012) sowie Kuratoriumsmitglied des Historischen Kollegs (2002–2012) in München. Märtl wurde 2010 als zweite Frau überhaupt in die Zentraldirektion der MGH gewählt. Sie ist seit 2013 ordentliches Mitglied der Historischen Kommission der Bayerischen Akademie der Wissenschaften. Seit 2006 ist sie ordentliches Mitglied der Philosophisch-historischen Klasse der Bayerischen Akademie der Wissenschaften. Außerdem ist sie Mitglied der Braunschweigischen Wissenschaftlichen Gesellschaft. 2014 wurde sie korrespondierendes Mitglied in der Sächsischen Akademie der Wissenschaften. Ebenfalls im Jahr 2014 wurde sie in die British Academy aufgenommen. Sie ist Mitglied im DFG Fachkollegium Geschichtswissenschaften und Mitglied im Deutschen Studienzentrum in Venedig. Märtl ist Trägerin des Verdienstkreuzes am Bande der Bundesrepublik Deutschland. Anlässlich ihres 60. Geburtstages wurde im Juli 2014 ein Colloquium in der Kaulbach-Villa über Päpste, Kardinäle und die Kurie im späten Mittelalter abgehalten.

## Schriften (Auswahl)
Monographien
- Die falschen Investiturprivilegien. (= Monumenta Germaniae Historica. Leges. Fontes iuris Germanici antiqui in usum scholarum separatim editi. Band 13). Hahn, Hannover 1986, ISBN 3-7752-5150-2. (Zugleich: Universität Regensburg, Dissertation, 1984: Die falschen Investiturprivilegien (sogenannte Ravennater Fälschungen).).
- Kardinal Jean Jouffroy († 1473). Leben und Werk. (= Beiträge zur Geschichte und Quellenkunde des Mittelalters. Band 18). Thorbecke, Sigmaringen 1996, ISBN 3-7995-5718-0 (Zugleich: Universität Regensburg, Habilitationsschrift, 1993/94).
- Vierzehn Jahre im Leben der Stadt Braunschweig. (= Quaestiones Brunsvicenses. Band 8/10, ZDB-ID 1118773-6). Stadtarchiv, Braunschweig 1998.
- Die 101 wichtigsten Fragen – Mittelalter. (= Beck’sche Reihe. Band 1685). Beck, München 2006, ISBN 3-406-54102-X.

Herausgeberschaften
- mit Jörg Leuschner, Karl Heinrich Kaufhold: Die Wirtschafts- und Sozialgeschichte des Braunschweigischen Landes vom Mittelalter bis zur Gegenwart. Band 1: Mittelalter. Band 2: Frühneuzeit. Band 3: Neuzeit. Olms, Hildesheim 2008, ISBN 978-3-487-13599-1.
- mit Peter Schreiner: Jakob Philipp Fallmerayer (1790–1861). Der Gelehrte und seine Aktualität im 21. Jahrhundert. Konferenz der Bayerischen Akademie der Wissenschaften und der Kommission für interdisziplinäre Südosteuropaforschung der Akademie der Wissenschaften zu Göttingen (München, 6. Juni 2011). (= Bayerische Akademie der Wissenschaften, Philosophisch-Historische Klasse, Abhandlungen. Neue Folge, Heft 139). Verlag der Bayerischen Akademie der Wissenschaften, München 2013, ISBN 3-7696-0127-0.